# Мендяновська сільська рада
Мендя́новська сільська рада (рос. Мендяновский сельский совет) — муніципальне утворення у складі Альшеєвського району Башкортостану, Росія. Адміністративний центр — село Мендяново.

## Населення
Населення — 466 осіб (2019, 678 в 2010, 803 в 2002).

## Склад
До складу поселення входять такі населені пункти:
| Населений пункт        | Населення, осіб (2002) | Населення, осіб (2010) |
| ---------------------- | ---------------------- | ---------------------- |
| Мендяново, село        | 502                    | 412                    |
| Стара Васильєвка, село | 301                    | 266                    |